# Werner Kemper
Pour les articles homonymes, voir Kemper.
Werner Kemper, né le 6 août 1899 à Hilgen en province de Rhénanie et mort le 27 septembre 1976, est un médecin allemand, psychanalyste sous le régime nazi,.

## Allemagne Nazie
Il a notamment collaboré à l'institut Göring après avoir été membre de la Société allemande de psychanalyse. Il avait été analysé par Carl Müller-Braunschweig (de) et Harald Schultz-Hencke qui eux aussi décidèrent d'être psychothérapeutes ou psychanalystes dans l'institut Göring dont Carl Gustav Jung avait été président.
Il a été soupçonné d'avoir dénoncé un de ses patients John Rittmeister membre de l'Orchestre rouge mais ceci a été contesté par un historien, Hans Fünchter[source insuffisante]. Il a été l'analyste de la femme de Matthias Göring. Il a même prétendu que c'est cela qui lui a permis de défendre la psychanalyse freudienne. John Rickman l'a désigné didacticien pour reprendre la continuité de la psychanalyse dans Allemagne d'après-guerre.

## RDA
C'est ensuite en Allemagne de l'Est, marxiste, qu'on retrouve Kemper au côté de Harald Schultz-Hencke et cette fois, selon Élisabeth Roudinesco dans une école de psychothérapie aux théories éloignées de celles de Freud.

## Brésil
En 1949, il émigre en famille à Rio de Janeiro au Brésil où il contribua à fonder une société psychanalytique, travaillant avec Mark Burke () au sein de l'Instituto brasileiro de psicanálise fondé en 1947[réf. souhaitée]. Il en fut exclu dès 1951 et fonda alors, avec ses analysants, le Centro de estudos psicanalíticos. En 1967, il rentre en Allemagne et c'est alors qu'au Brésil se découvre l'affaire d'un médecin militaire du nom d'Amilcar Lobo Moreira, psychanalyste qui participait aux séances de torture de la dictature. Ce médecin avait suivi une cure didactique auprès de Leão Cabernite qui était un disciple de Kemper.